# Mrtvo more
Mrtvo more (hebr. ים המלח Yam HaMelach odnosno "Slano more"; arap. بحر الميّت Bahr al-Mayyit ili بحر لوط Bahr Lūt, "More smrti" ili "Lotovo more") je jezero koje napaja Jordan. Na njega izlaze Izrael, od Izraela okupirana Zapadna obala i Jordan.

## Zemljopis
Mrtvo more je slano jezero iz koje voda ne ističe. Veliko je 600 km² koje kao završno jezero leži u depresiji. To je dio Jordanskog jarka i sjeverni je nastavak tzv. velikog istočnoafričkog jarka. Površina vode u jezeru se obično navodi s oko 396 m ispod razine mora. U stvarnosti se razina, radi značajnog isušivanja, već nekoliko godina nalazi na više od -400 metara. Najnoviji izraelski zemljovidi, iz 2013., već označavaju razinu s -429 m. Time su obale Mrtvog mora najdublja slobodno pristupačna površina na Zemlji. Mrtvo more je najniže smješteno jezero na Zemlji, ali nije istovremeno i najdublje. Dno jezera je na -794 m nadmorske visine.

## Slanost
Sadržaj soli u jezeru iznosi i do 33 posto, a prosječno je 28 posto. Usporedbe radi, salinitet Sredozemnog mora je oko 3 posto. Samo Asalsko jezero u istočnoj Africi ima još viši sadržaj soli u vodi, skoro 35 posto. 
Iz Mrtvog mora voda ne ističe, što znači da sva voda koja uđe u njega, u njemu i ostaje. Zapravo bi razina vode u jezeru trebala rasti, tako dugo dok ne naraste dovoljno visoko da se prelije i dalje odtekne u neko drugo jezero ili more. To se, međutim, ne događa. Na Mrtvom moru vlada suha pustinjska klima, a kiša jedva da pada. Ljeti je vrlo toplo, i iznad 40°C, pa je zbog toga i isparavanje vrlo veliko, tako da razina površine neprekidno oscilira oko neke srednje vrijednosti jer voda koja uđe u jezero ispari. Ali isparava samo voda. Svi minerali, soli i ostalo ostaju i neprekidno se u vodi i dalje skupljaju. Tako je došlo do slanosti od više od 30 %. 
Iako se zove Mrtvo more, ono nije biološki mrtvo. No život u njemu je ograničen samo na različite mikroorganizme, naročito na anaerobne bakterije koje razgrađuju nitrate, sumpor i celulozu. U ovom ekstremnom okolišu žive i neki halofiti, biljke koje podnose sol.

## Razina vode
Zbog neprekidnog oduzimanja vode iz rijeke Jordan za opskrbu Izraela i Jordana pitkom vodom, Mrtvom moru prijeti polagano isušivanje. Već godinama opada razina vode u jezeru jer se dotok vode neprekidno smanjuje, a isparavanje ostaje jednako. Planovi za spašavanje Mrtvog mora predviđaju, da ga se kanalom spoji s zaljevom Akaba. S pripremama se već počelo. Dovedena voda bi mogla održavati stabilnu razinu jezera, a prirodni pad vode kroz kanal bi se mogao koristiti kao izvor energije.
Međutim, postoje upozorenja, da bi uzimanje vode iz zaljeva Akaba moglo ugroziti tamošnje koraljne grebene, a s druge strane bi miješanje te dvije vrste vode moglo dovesti do tvorbe gipsa na velikim površinama.
Trenutna razina vode u jezeru je 417 m ispod razine mora, a od 1980-ih opada godišnje oko jedan metar. Ovo opadanje su uzrokovali ljudi odvajanjem vode iz rijeke Jordan za piće ali i za poljoprivredu. Tijekom proteklih 30 godina se površina jezera smanjila za jednu trećinu. Predviđa se, da će razina vode u jezeru do 2020. pasti na 430 m ispod razine mora. Pretpostavlja se, da je najviša razina vode bila oko 2000 godina prije nove ere, i da je iznosila oko 250 m ispod razine mora. 
U vrijeme oko 1930.te je utok vode u Mrtvo more bilo oko 1300 milijuna m³, dok danas iznosi oko 350 milijuna m³. Proglašeno je "Ugroženim jezerom 2006". Kako bi održali određenu razinu vode u jezeru, Izrael i Jordan planiraju kanal od Crvenog mora do Mrtvog mora. Kanal bi bio dug oko 300 km, a stajao bi oko pet milijardi dolara.

## Vanjske poveznice
|  | Zajednički poslužitelj ima još gradiva o temi Mrtvo more |